# Nemuro
Nemuro (根室市, Nemuro-shi) est une ville située dans la préfecture de Hokkaidō, au Japon.
Ville la plus orientale du Japon, située sur la péninsule du même nom entre la baie de Nemuro et l'océan Pacifique, elle est la capitale de la sous-préfecture de Nemuro.

## Géographie

### Situation
Nemuro est la ville la plus à l'est du Japon, située entre l'océan Pacifique et le détroit de Nemuro qui sépare Hokkaidō des îles Kouriles. Le cap Nosappu, point le plus oriental de l'île de Hokkaidō, se trouve à l'est de Nemuro, qui s'étend elle-même sur une partie de la péninsule de Nemuro.
À l'ouest de la ville se trouve le lac Fūren, un étendue d'eau marécageuse dont le territoire est partagé avec celui du village de Bekkai.

### Démographie
En mai 2015, la population de Nemuro s'élevait à 27 815 habitants, répartis sur une superficie de 213,61 km2.

### Climat
Le climat de Nemuro est le même que celui de la totalité de Hokkaido : il est défini comme climat continental et plus particulièrement un climat acadien. Les hivers sont froids et neigeux et les étés sont frais et humides.
En hiver, les tempêtes de neige apportées par les vents en provenance de Sibérie sont assez communes et la mer d'Okhotsk gèle en grande partie, rendant la navigation difficile.
| Mois                                             | jan.       | fév.       | mars       | avril      | mai       | juin      | jui.      | août      | sep.      | oct.      | nov.       | déc.       | année      |
| ------------------------------------------------ | ---------- | ---------- | ---------- | ---------- | --------- | --------- | --------- | --------- | --------- | --------- | ---------- | ---------- | ---------- |
| Température minimale moyenne (°C)                | −6,5       | −7,1       | −3,7       | 0,5        | 4,5       | 8,1       | 12,1      | 14,8      | 13,6      | 8,5       | 2,3        | −3,6       | 3,6        |
| Température moyenne (°C)                         | −3,4       | −3,8       | −0,8       | 3,5        | 7,7       | 10,9      | 14,9      | 17,4      | 16,2      | 11,6      | 5,6        | −0,5       | 6,6        |
| Température maximale moyenne (°C)                | −0,9       | −1,2       | 2,2        | 7,4        | 11,9      | 14,9      | 18,7      | 20,9      | 19,4      | 14,7      | 8,6        | 2,1        | 9,9        |
| Record de froid (°C) date du record              | −22,7 1908 | −22,9 1931 | −21,1 1885 | −13,4 1885 | −6,7 1885 | −4,9 1885 | 0,4 1885  | 6,3 1893  | 1,7 1879  | −3,3 1903 | −10,6 1884 | −15,1 1952 | −22,9 1931 |
| Record de chaleur (°C) date du record            | 10,3 1892  | 9,5 1989   | 14,7 2021  | 23,3 2014  | 34 2019   | 32,1 2010 | 32,4 2017 | 33,6 2015 | 29,5 2019 | 24,2 1994 | 19,2 1979  | 13,4 1890  | 34 2019    |
| Ensoleillement (h)                               | 154,4      | 164,1      | 190,8      | 180,9      | 171,6     | 135,5     | 117,3     | 124,6     | 144,5     | 162,8     | 148,2      | 151,8      | 1 846,7    |
| Précipitations (mm)                              | 30,6       | 23,5       | 47         | 64,4       | 96,2      | 103       | 115,1     | 132,3     | 160       | 126,1     | 83,2       | 59         | 1 040,4    |
| dont neige (cm)                                  | 43         | 39         | 36         | 12         | 0         | 0         | 0         | 0         | 0         | 0         | 2          | 28         | 159        |
| Nombre de jours avec précipitations              | 7          | 4,7        | 6,9        | 7,9        | 9,2       | 8,3       | 8,8       | 9,8       | 9,9       | 8,9       | 8,9        | 7,9        | 98,1       |
| dont nombre de jours avec précipitations ≥ 10 mm | 0,8        | 0,5        | 1,2        | 2          | 3,6       | 3,1       | 3,6       | 3,6       | 4,6       | 3,2       | 3          | 1,8        | 31         |
| Humidité relative (%)                            | 71         | 72         | 75         | 78         | 83        | 89        | 91        | 89        | 84        | 76        | 70         | 69         | 79         |
| Nombre de jours avec neige                       | 10,8       | 10,1       | 7,5        | 2,1        | 0,1       | 0         | 0         | 0         | 0         | 0         | 0,6        | 6,3        | 37,3       |

| Diagramme climatique                                  |              |           |            |             |            |               |               |             |              |            |           |
| J                                                     | F            | M         | A          | M           | J          | J             | A             | S           | O            | N          | D         |
| −0,9−6,530,6                                          | −1,2−7,123,5 | 2,2−3,747 | 7,40,564,4 | 11,94,596,2 | 14,98,1103 | 18,712,1115,1 | 20,914,8132,3 | 19,413,6160 | 14,78,5126,1 | 8,62,383,2 | 2,1−3,659 |
| Moyennes : • Temp. maxi et mini °C • Précipitation mm |              |           |            |             |            |               |               |             |              |            |           |

## Histoire
Nemuro est fondée en tant que village par des pêcheurs en 1900. À la fin de l'ère Meiji (1868-1912), il devient le village le plus développé de l'est de Hokkaidō.
C'était majoritairement une ville vivant au gré des saisons, peuplée par des travailleurs de la pêche travaillant dans les eaux environnantes ; la population fluctuait beaucoup selon la saison. Lorsque le système de propriété des zones de pêche a été aboli en 1877 et que le contrôle des marchands minoritaires a disparu, le nombre de personnes qui vivaient en permanence à Nemuro a augmenté et la ville a commencé à fortement se développer.
Lors de la Seconde Guerre mondiale, la ville fût bombardée par l'armée américaine et plus de 360 civils périrent. La majeure partie de la ville fut incendiée et dévastée et reconstruite après la guerre.
En 1957, le village de Wada fondé en 1906 fusionne avec celui de Nemuro pour former la ville de Nemuro, capitale de la sous-préfecture de Nemuro. En 1959, celle-ci absorbe le village de Habomai, fondé en 1915.

## Transports
La ville est desservie par la partie est de la ligne principale Nemuro : la ligne Hanasaki qui la relie à Kushiro et principalement par les gares de Higashi-Nemuro et de Nemuro, gare qui constitue le terminus de la ligne.
Elle est aussi hors de son bourg desservie par les gares de Nishi-Wada, Kombumori, Ochiishi, Bettoga et Attoko.

## Jumelage
Nemuro est jumelée avec les villes suivantes :
- Sitka (États-Unis)
- Severo-Kourilsk  (Russie)
- Kurobe (Japon)